# 八宝鴨

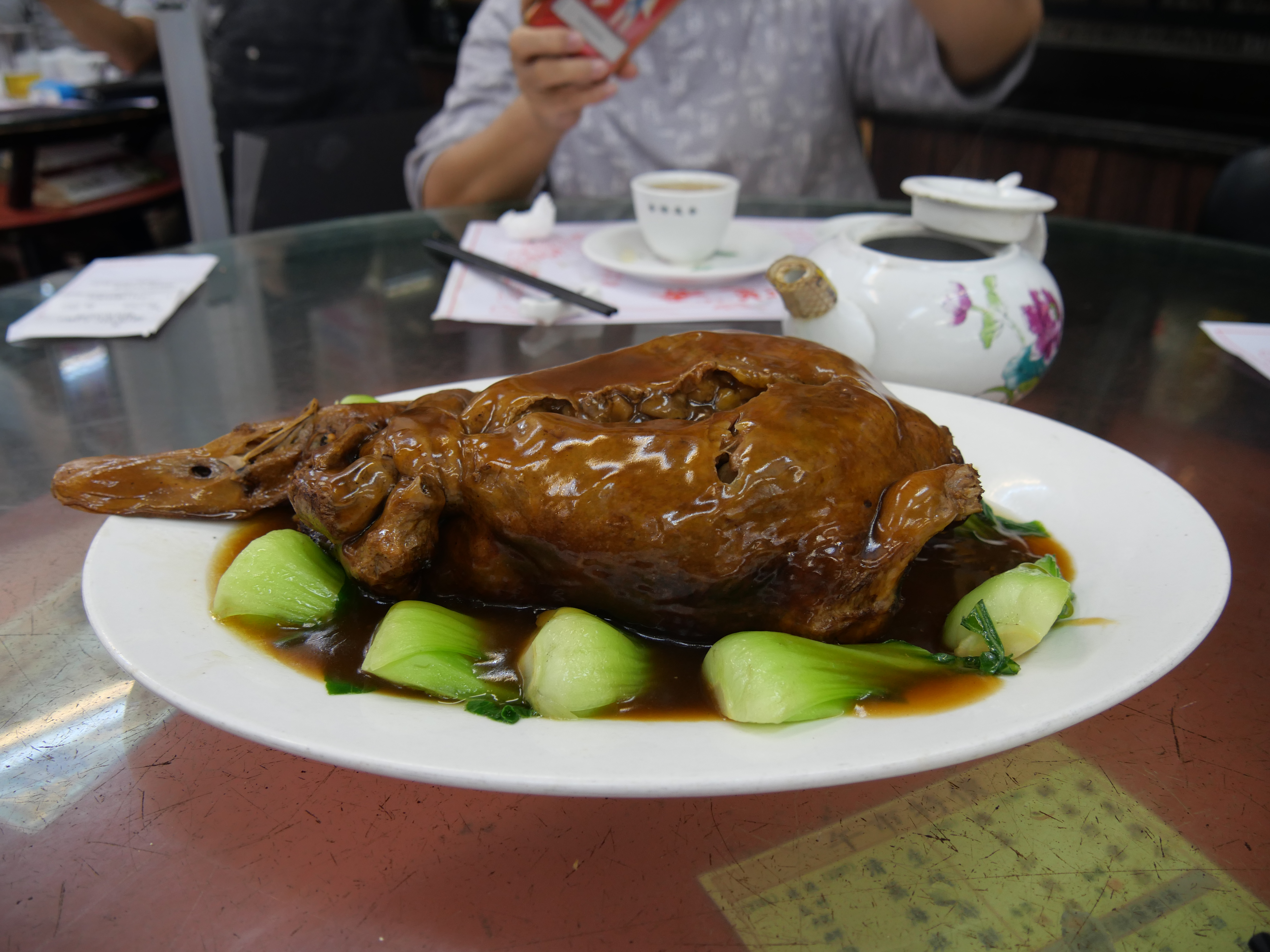
八宝鴨の例（香港）

八宝鴨（バーボーヤー）は上海料理の1種。丸ごとのアヒルから内臓と骨を抜き、アヒルの腹の中にもち米、蓮の実、椎茸、ハムなど8種類の食材を詰めて蒸した料理である。江南の名物料理とされる。
中に詰めたもち米は、アヒルの滋味を吸ってふっくらとした柔らかいおこわになる。